# 8041 Masumoto
A 8041 Masumoto (ideiglenes jelöléssel 1993 VR2) a Naprendszer kisbolygóövében található aszteroida. F. Uto fedezte fel 1993. november 15-én.